# سونگ-هی لی
سونگ-هی لی (انگلیسی: Sung-Hi Lee؛ زادهٔ ۱ آوریل ۱۹۷۰) مانکن و هنرپیشه اهل ایالات متحده آمریکا است.

## زندگی‌نامه
او متولد شهر سئول در کره جنوبی است و در سال ۱۹۷۸ به آمریکا مهاجرت کرد و دانش‌آموختهٔ دانشگاه ایالتی اوهایو است.
وی را یکی از پیشگامان صنعت مُدلینگ در آمریکا می‌دانند؛ چرا که از نخستین آسیایی‌تبارانی است که در زمینه مِدلینگ در کشور آمریکا به موفقیت‌هایی دست یافت. تصویر او در مجلات متفاوتی از جمله پلی‌بوی چاپ شده است.

## گزیدهٔ آثار

### سینما
- ریچارد سوم (۲۰۰۸)
- شنل قرمزی (۲۰۰۶)
- دختر همسایه (۲۰۰۴)
- زندگی این دختر (۲۰۰۳)
- پرستار بتی (۲۰۰۰)

### تلویزیون
- لاست (۲۰۰۷)
- روزهای زندگی ما (۲۰۰۵)